# Margarida da Sicília, Condessa Palatina do Reno
Margarida de Sicília-Aragão (em italiano:  Margherita; Palermo, 1331 – Neustadt, 1377) foi princesa da Sicília por nascimento e condessa palatina do Reno como esposa de Rodolfo II do Palatinado.

## Família
Margarida foi a mais nova dos nove filhos de Frederico II da Sicília e de Leonor de Anjou.
Os seus avós paternos eram o rei Pedro III de Aragão e Constança de Hohenstaufen.  Os seus avós maternos eram o rei Carlos II de Nápoles e Maria da Hungria.
Entre seus oito irmãos, estavam: Pedro II da Sicília, sucessor do pai, marido de Isabel da Caríntia; o duque Manfredo de Atenas; Constança, primeiro foi rainha de Chipre e Jerusalém, e pelo segundo casamento, da Armênia; Isabel, esposa do duque Estêvão II da Baviera; Guilherme II de Atenas, João II de Aragão, marquês de Randazzo, etc.

## Biografia
Margarida ficou noiva de Rodolfo, filho do duque Rodolfo I da Baviera e de Matilde de Nassau, na cidade de Neustadt, em 14 de dezembro de 1344.  Eles se casaram em 1348. O duque era viúvo de Ana de Caríntia-Tirol, com quem teve uma filha, Ana, que se casaria com Carlos IV do Sacro Império Romano-Germânico, se tornando imperatriz.
O casal não teve filhos.
Doente, Rodolfo se aposentou, e entregou o governo para o seu irmão, Ruperto I, que conseguiu obter o Eleitorado do Palatinado, em 1356. Ruperto também fundou a Universidade de Heidelberg.
Rodolfo era chamado de "o Cego", pois ele teve uma doença nos olhos nos últimos anos de sua vida. Ele morreu em 4 de outubro de 1353.
Margarida morreu em 1377, e foi enterrada junto ao marido na Igreja Colegiada de Santo Egídio, em Neustadt.